# Kleiner Roßberg (Chamerau)
Der Kleine Roßberg ist ein 646 m ü. NHN hoher Berg im Bayerischen Wald östlich der Ortschaft Chamerau in Bayern.
200 m südlich des Gipfels liegt eine weitere Erhebung namens Gemeindeberg auf 645 m ü. NHN.
Südsüdöstlich vom Kleinen Roßberg liegt der Große Roßberg. Dazwischen liegt die Ortschaft Roßberg.